# ロイク・ピュヨ
ロイク・ピュヨ(1988年12月19日-)はフランスのサッカー選手。ポジションはFW。

## 経歴
15歳のときに、トレーニングセンターが評判だったAJオセールの下部組織に入団。
2011-12シーズン終了前にリーグ・ドゥのアミアンSCと契約した。
2016-17シーズン終了後にASナンシーを退団した。